# Haliotis marmorata
Haliotis marmorata é uma espécie de molusco gastrópode marinho pertencente à família Haliotidae. Foi classificada por Linnaeus, em 1758. É nativa do leste do oceano Atlântico, no oeste da África.

## Descrição da concha
Haliotis marmorata apresenta concha oval e moderadamente funda, com lábio externo arredondado e com superfície dotada de visíveis estrias espirais, cruzadas por finas lamelas de crescimento. Chegam até quase 8 centímetros e são geralmente de coloração creme até quase completamente em castanho-avermelhado. Os furos abertos na concha, de 5 a 7, são pequenos, circulares e pouco elevados. Região interna madreperolada, iridescente, apresentando o relevo da face externa visível.

## Distribuição geográfica
Haliotis marmorata ocorre em águas rasas da costa do Senegal e Costa do Marfim ao Gabão, no oeste da África. É considerada espécie muito similar, geneticamente, a Haliotis tuberculata (anteriormente descrita como Haliotis speciosa Reeve, 1846, do mesmo litoral do Senegal) e confundida com ela.